# Sebastian Spence
Sebastian „Sea Bass“ Spence (* 9. Dezember 1969 in St. John’s, Neufundland und Labrador) ist ein kanadischer Schauspieler und Synchronsprecher.

## Leben
Sebastian Spence ist der Sohn der Schauspielerin Janis Spence († 2008) und des Dramatikers Michael Cook. Er hat eine ältere Schwester, einen jüngeren Halbbruder sowie eine jüngere Halbschwester. Er spielt Gitarre und Bass-Gitarre.
Spence debütierte 1992 in einer Nebenrolle im Fernsehfilm Die Opfer von St. Vincent – Schrei nach Hilfe als Schauspieler. Von 1994 bis 1995 war er in der Fernsehserie Madison als Cal Sharpe zu sehen. Von 1997 bis 1998 verkörperte er die Rolle des Stevie Servine in insgesamt 22 Episoden der Fernsehserie Fast Track, übernahm in dieser Zeit auch Nebenrollen in Spielfilmen wie Firestorm – Brennendes Inferno. Ab 1998 übernahm er in der Fernsehserie First Wave – Die Prophezeiung die Hauptrolle des Cade Foster, die er bis 2001 in insgesamt 65 Episoden verkörperte. Die Rolle des Professor Matt Freeman stellte er 2002 in fünf Episoden der Fernsehserie Dawson’s Creek dar. Nach Episodenrollen in verschiedenen Fernsehserien übernahm er 2005 größere Rollen in den Fernsehfilmen Category 7 – Das Ende der Welt und Schwert des Schicksals – Attilas blutiges Vermächtnis.
Von 2005 bis 2009 verkörperte er die Rolle des Lt. Noel 'Narcho' Allison in der Fernsehserie Battlestar Galactica, 2012 folgte eine andere Rolle im Fernsehfilm Battlestar Galactica: Blood & Chrome. Von 2013 bis 2015 stellte er in insgesamt 29 Episoden der Fernsehserie Cedar Cove – Das Gesetz des Herzens die Rolle des Cliff Harting. Seit 2019 verkörpert er in der Fernsehserie Murdoch Mysteries die Rolle des Allen Templeton, seit 2021 die Rolle des Larry Hutchinson in der Fernsehserie American Gods.

## Filmografie
- 1992: Die Opfer von St. Vincent – Schrei nach Hilfe (The Boys of St. Vincent) (Fernsehfilm)
- 1994: Anchor Zone
- 1994–1995: Madison (Fernsehserie, 4 Episoden)
- 1995: Robins Club (Fernsehserie, Episode 1x15)
- 1995: Eiskalte Wut (Family of Cops)
- 1996: Outer Limits – Die unbekannte Dimension (The Outer Limits) (Fernsehserie, Episode 2x17)
- 1996: Akte X – Die unheimlichen Fälle des FBI (The X-Files) (Fernsehserie, Episode 4x02)
- 1997: Family of Cops 2 – Der Beichtstuhlmörder (Breach of Faith: A Family of Cops II) (Fernsehfilm)
- 1997: Dead Man's Gun (Fernsehfilm)
- 1997: Poltergeist – Die unheimliche Macht (Poltergeist: The Legacy) (Fernsehserie, Episode 2x13)
- 1997: Dead Man's Gun (Fernsehserie)
- 1997: Drive, She Said
- 1997–1998: Fast Track (Fernsehserie, 22 Episoden)
- 1998: Firestorm – Brennendes Inferno (Firestorm)
- 1998–2001: First Wave – Die Prophezeiung (First Wave) (Fernsehserie, 65 Episoden)
- 1999: Family of Cops (Fernsehfilm)
- 1999: Little Boy Blues
- 2000: Dark Angel (Fernsehserie, Episode 1x18)
- 2001: Special Unit 2 – Die Monsterjäger (Special Unit 2) (Fernsehserie, Episode 2x06)
- 2001: Strange Frequency (Fernsehserie, Episode 1x12)
- 2002: CSL – Crime Scene Lake Glory (Glory Days) (Fernsehserie, Episode 1x05)
- 2002: First Shot – Das Attentat (First Shot) (Fernsehfilm)
- 2002: Dawson’s Creek (Fernsehserie, 5 Episoden)
- 2003: Mutant X (Fernsehserie, Episode 2x15)
- 2003: The Lone Ranger (Fernsehfilm)
- 2003: Verbrechen aus Leidenschaft (A Crime of Passion) (Fernsehfilm)
- 2003–2004: Andromeda (Fernsehserie, 2 Episoden)
- 2004: The Clinic (Fernsehfilm)
- 2004: Stargate – Kommando SG-1 (Stargate SG-1) (Fernsehserie, Episode 7x16)
- 2004: Bliss (Fernsehserie, Episode 3x02)
- 2004: Ein Engel für Eve (Eve's Christmas) (Fernsehfilm)
- 2005: The Collector (Fernsehserie, Episode 2x04)
- 2005: Young Blades (Fernsehserie, Episode 1x07)
- 2005: Donald Strachey: Und du bist raus! (Third Man Out)
- 2005: Paper Moon Affair
- 2005: Category 7 – Das Ende der Welt (Category 7: The End of the World) (Fernsehfilm)
- 2005: Schwert des Schicksals – Attilas blutiges Vermächtnis (Cerberus) (Fernsehfilm)
- 2005: Criminal Intent (Fernsehfilm)
- 2005–2006: G-Spot (Fernsehserie, 9 Episoden)
- 2005–2009: Battlestar Galactica (Fernsehserie, 9 Episoden)
- 2006: Killer Instinct (Fernsehserie, Episode 1x10)
- 2006: The Velvet Devil (Fernsehfilm)
- 2006: Supernatural (Fernsehserie, 2 Episoden)
- 2006: Donald Strachey: Systemschock (Shock to the System)
- 2006: The Obsession (Fernsehfilm)
- 2006: A Bug and a Bag of Weed
- 2006: To Have and to Hold (Fernsehfilm)
- 2007: Crossing
- 2007: Passion's Web (Fernsehfilm)
- 2007: Robson Arms (Fernsehserie, Episode 2x13)
- 2008: Daniel's Daughter (Fernsehfilm)
- 2008: Donald Strachey: Mord auf der anderen Seite (On the Other Hand, Death)
- 2008: Donald Strachey: Ice Blues
- 2008: Der Todes-Twister (NYC: Tornado Terror) (Fernsehfilm)
- 2008: Zack's Life
- 2008–2009: Sophie (Fernsehserie, 28 Episoden)
- 2009: Dr. Dolittle 5 (Dr. Dolittle: Million Dollar Mutts)
- 2010: Republic of Doyle – Einsatz für zwei (Republic of Doyle) (Fernsehserie, Episode 1x04)
- 2011: Smallville (Fernsehserie, Episode 10x18)
- 2011: Endgame (Fernsehserie, Episode 1x09)
- 2011: Camelot (Mini-Serie, 2 Episoden)
- 2011: Lost in Wilderness – Unter Wölfen (Crash Site)
- 2011: Possessing Piper Rose (Fernsehfilm)
- 2012: A Mother's Nightmare (Fernsehfilm)
- 2012: Battlestar Galactica: Blood & Chrome (Fernsehfilm)
- 2012: Emily Owens (Emily Owens, M.D.) (Fernsehserie, Episode 1x04)
- 2013: Psych (Fernsehserie, Episode 7x10)
- 2013: 12 Rounds 2: Reloaded
- 2013: Stonados: Wenn es Felsen regnet (Stonados) (Fernsehfilm)
- 2013–2015: Cedar Cove – Das Gesetz des Herzens (Cedar Cove) (Fernsehserie, 29 Episoden)
- 2014: Pour Retourner (Kurzfilm)
- 2014: My Mother's Future Husband (Fernsehfilm)
- 2014: Continuum (Fernsehserie, Episode 3x10)
- 2014: Stolen from the Womb (Fernsehfilm)
- 2015: The Returned (Fernsehserie, 2 Episoden)
- 2015: Hit & Run (Fernsehfilm)
- 2015: Driven Underground (Fernsehfilm)
- 2016: Evidence of Truth (Fernsehfilm)
- 2017: Garage Sale Mysteries (Fernsehserie, Episode 1x10)
- 2017: Deadly Attraction (Fernsehfilm)
- 2017: Witness Protection (Fernsehfilm)
- 2018: Taken – Die Zeit ist dein Feind (Taken) (Fernsehserie, Episode 2x06)
- 2019: Hudson & Rex (Fernsehserie, Episode 1x02)
- seit 2019: Murdoch Mysteries (Fernsehserie)
- 2020: Charity
- seit 2021: American Gods (Fernsehserie)

## Synchronisationen (Auswahl)
- 2013: Wolverine: Origin (Zeichentrickfilm)
- 2013: Ultimate Wolverine vs. Hulk (Zeichentrickserie, 6 Episoden)
- 2014: Eternals (Zeichentrickserie, 10 Episoden)